# 大竹市立小方小学校
大竹市立小方小学校（おおたけしりつ おがたしょうがっこう）は、広島県大竹市にある公立小学校。1993年に創立120年の記念式典が行われた。2013年に現校舎に移転。

## 沿革
- 1873年（明治6年） - 小方村(当時)に前身となる啓蒙社が設立された。
- 1945年（昭和20年） - 原爆被爆者の避難場所として、小方小学校の講堂などが使用された。
- 1954年（昭和29年） - 大竹市市制施行に伴い、初代・大竹市立小方小学校に改称。
- 2013年
  - 3月31日 - 岩国大竹道路建設に伴う立ち退きの為、初代校舎を閉鎖。
  - 4月1日 - 新たに造成された、小方ヶ丘にて2代目校舎を開校。児童数の減少を背景に小方中学校との小中一貫校となる。

## スローガン
よく学びやさしく元気な小方っ子